# Dragomir Cioroslan
Dragomir Cioroslan (n. 15 mai 1954, Cluj, România) este un halterofil român, originar din Cluj, laureat cu bronz la Jocurile Olimpice de vară de la Los Angeles, din 1984. 
La 17 ani, Dragomir Cioroslan a câștigat titlul de campion național la juniori, la categoria 52 de kilograme, iar în anii următori a câștigat alte două titluri de campion național. 
La 18 ani, a fost legitimat de clubul Steaua și a câștigat 10 titluri de campion național la categoria 75 de kilograme și a bătut 200 de recorduri naționale la toate categoriile.
După olimpiada din 1984, clujeanul s-a retras din activitatea sportivă oficială și a devenit antrenorul echipei de haltere a României și secretarul federației române de profil.
În 1990, Dragomir Cioroslan a acceptat oferta Federației de Haltere a SUA de a antrena lotul de haltere american. Din 2005, a fost numit vicepreședinte al Federației Internaționale de Haltere, din care fac parte 81 de țări. Din octombrie 2006, a devenit director de dezvoltare și strategii internaționale din cadrul Comitetului Olimpic al SUA.
Sportivul este căsătorit cu o româncă, Ruxandra, și are două fete: Ruxandra și Rebecca.